# 索伊肯多夫
索伊肯多夫是德国巴伐利亚州的一个市镇。总面积8.50平方公里，总人口3097人，其中男性1528人，女性1569人（2011年12月31日），人口密度364人/平方公里。